# حاشية مشرشرة
الحَاشِيَةُ المُشَرْشَرَةُ أو الحَرْفُ المُشَرشَر أو الحافَّةُ المُشَرْشَرَةُ (بالإنجليزية: ora serrata)‏ هي مُلتقى مُسَنَّن بين الشَّبَكيَّة والجِسم الهَدَبيّ، يُحدِّد هذا المُلتقى الفاصِل بين المنطقة البسيطة غير المُتَحَسِّسة للضوء من الجسم الهدبيّ والمنطقة المُعَقَّدة عديدة الطبقات المُتَحَسِّسة للضوء من الشَّبَكِيَّة. تمتَد الطبقة المُصطَبِغة فوق المَشيمِيَّة والجسم الهَدَبيّ والقُزَحِيَّة في حين تنتهي الطبقة العصبيَّة تمامًا قبل الجسم الهدبيّ، وهذه النقطة هي الحاشية المشرشرة. في هذه المنطقة تنتقل الظِّهارة المُصطبِغة للشَّبَكيَّة إلى الظِّهارة المصطبغة الخارجيَّة للجسم الهدبيّ وينتقل القسم الدَّاخِليّ للشَّبَكيَّة إلى الظِّهارة غير المُصطَبِغة للأَهداب.
في الحيوانات، لا يوجد في المنطقة منظر مُسَنَّن فتدعى «حاشِيَة الشبَكيَّة الهُدْبيَّة» (ora ciliaris retinae).

## صور إضافيَّة

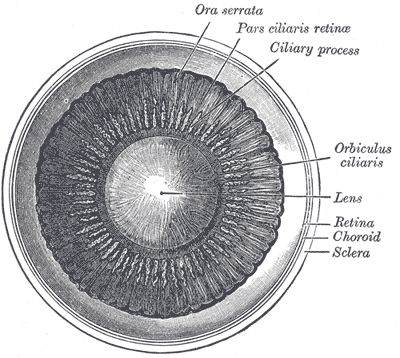
داخِل النِّصف الأماميّ لبَصَلَة العين.
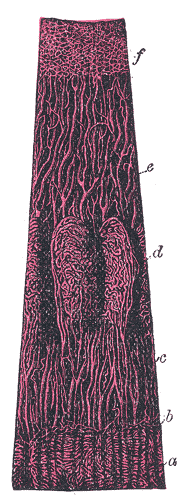
أوعية المَشيمِيَّة والنَّواتِئ الهَدَبِيَّة والقُزَحِيَّة لطفلٍ.
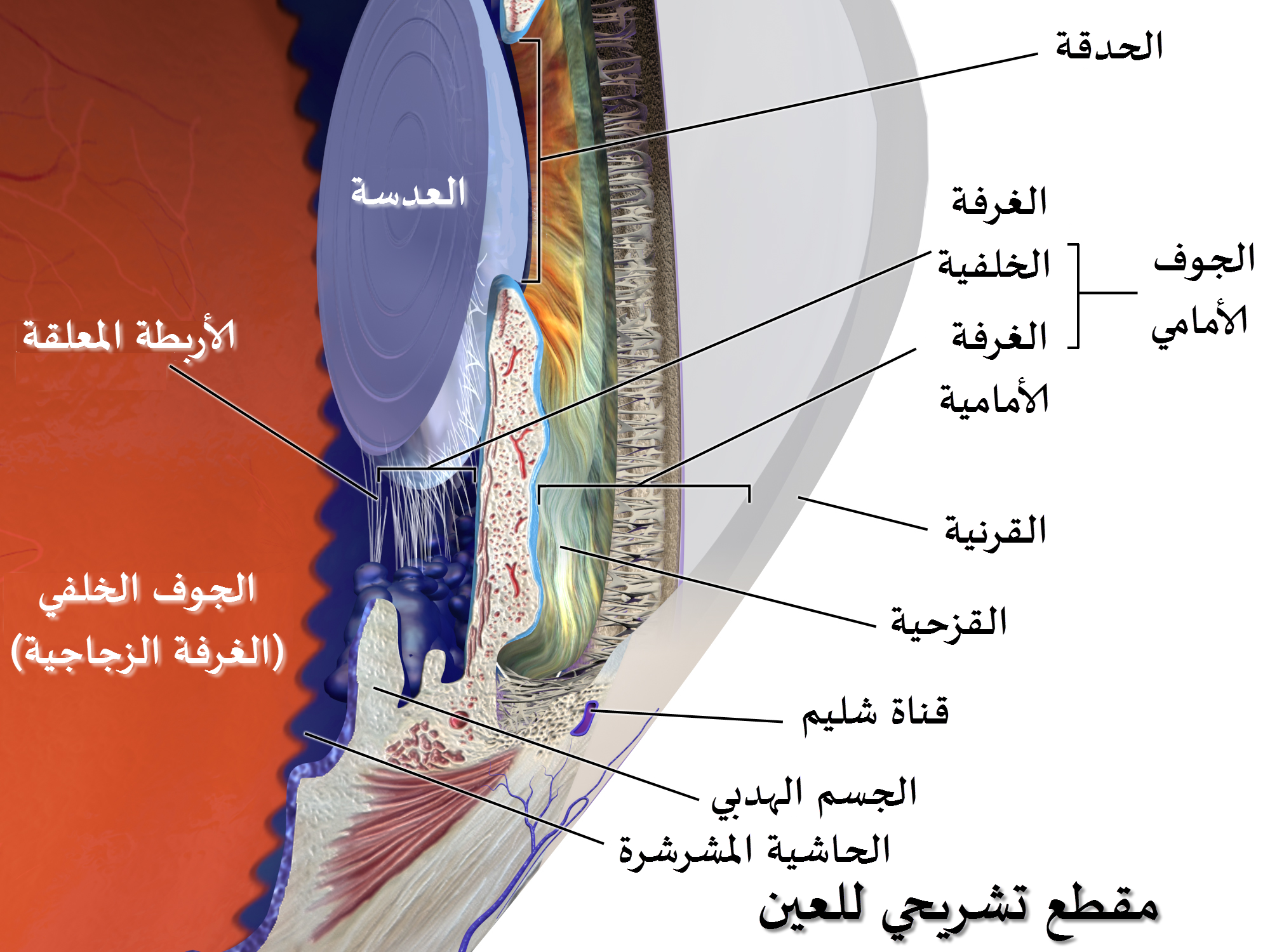
مَقطَع جزئيّ لعين الإنسان.

## روابط خارجيّة
- صور تشريحية:29:22-0204 في مركز داونستيت الطبي التابع لجامعة نيويورك
- أطلس تشريح جامعة ميشيغان eye_1 - "Sagittal Section Through the Eyeball"
- أطلس تشريح جامعة ميشيغان eye_3 - "Coronal Section Through the Eyeball"
- "Anatomy diagram: 02566.000-1". Roche Lexicon - illustrated navigator. Elsevier. مؤرشف من الأصل في 2014-01-01.